# Rüschlikon
Rüschlikon ist eine politische Gemeinde im Bezirk Horgen des Kantons Zürich in der Schweiz. Rüschlikon liegt etwa acht Kilometer südlich der Stadt Zürich am linken Ufer des Zürichsees mit dem volkstümlichen Namen «Pfnüselküschte». Rüschlikons Mundartname: Rüeschtlike.

## Geographie
Rüschlikon erstreckt sich vom Zürichsee über den ganzen Zimmerberg bis hoch zum Fluss Sihl. Nördlich der Zimmerberghöhe liegt das vorwiegend überbaute Siedlungsgebiet Rüschlikons.
In Rüschlikon liegen auf dem südlichen Hang grosse Grünflächen, die als Naherholungsgebiet genutzt werden: im Westen der Wald Chopfholz, längs der Sihl das Waldgebiet Sihlhalde.
Die Wälder auf der Höhe des Zimmerbergs heissen mit Flurnamen Weissberg, Eggrain, Spitelegg und Langtannen. Zwischen den Waldgebieten Spitelegg und Langtannen liegen die Leilöcher  (Lehmlöcher), eine morastige Ebene. Die Fluren Hinter und Vorder Längimoos und die Rinderweid auf dem südlichen Teil Rüschlikons werden extensiv bewirtschaftet.

## Geschichte
Älteste Zeugen der Besiedlung sind eine Reihe von Grabhügeln aus der eisenzeitlichen Hallstattkultur (800–450 v. Chr.) auf der Moräne des Zimmerbergs. Der Name Rüschlikon ist alemannischen Ursprungs und wird urkundlich um Mitte des 12. Jahrhunderts als Ruochslinchon und Ruoslinchoven erwähnt. Dank dem intakten Dorfkern und dem Ortsmuseum bleibt die Geschichte von Rüschlikon nachvollziehbar erhalten.

## Wappen
| Wappen der Gemeinde Rüschlikon | Blasonierung: «In Silber auf grünem, zweiblättrigem Stängel eine rote, gefüllte Rose mit goldenem Butzen und grünen Kelchblättern.» |
| Wappen der Gemeinde Rüschlikon | |

## Politik

### Gemeinderat
Von 2006 bis Juni 2022 war Bernhard Elsener (Die Mitte) Gemeindepräsident. Sein Nachfolger ist Fabian Müller (FDP).
Der Gemeinderat ist die Exekutive und besteht einschliesslich des Präsidenten aus sieben Mitgliedern. Der Gemeindeschreiber führt die Gemeinderatskanzlei und unterstützt den Gemeinderat auf der strategischen Ebene. Fabian Müller, Simon Egli, Romaine Marti und Matteo Pintonello gehören der FDP an, David Makay der Partei Die Mitte und Elena Michel den Grünen. Nadja Fossati ist parteilos.
Für die Legislatur 2022–2026 sind folgende Mitglieder gewählt:
| Person            | Ressort                      | Funktion           |
| ----------------- | ---------------------------- | ------------------ |
| Fabian Müller     | Präsidiales                  | Gemeindepräsident  |
| Simon Egli        | Liegenschaften               | 1. Vizepräsident   |
| Nadja Fossati     | Gesellschaft                 | 2. Vizepräsidentin |
| Matteo Pintonello | Bildung                      | Gemeinderat        |
| Elena Michel      | Infrastruktur und Sicherheit | Gemeinderätin      |
| David Makay       | Finanzen                     | Gemeinderat        |
| Romaine Marti     | Hochbau/Planung              | Gemeinderätin      |
| Benno Albisser    | Gemeinderatskanzlei          | Gemeindeschreiber  |

### Wahlergebnisse
Bei den Nationalratswahlen 2023 betrugen die Wähleranteile in Rüschlikon: SVP 26,34 % (+2,32), FDP 25,56 % (−0,40), glp 13,76 % (−2,83), SP 11,73 % (+0,72), Mitte 11,15 % (+3,62), Grüne 6,65 % (−4,42), EVP 2,32 % (−0,05), EDU 0,39 (−0,03).

## Sehenswürdigkeiten

### Gebäude
- Die schwefelhaltige Heilquelle Nidelbad war ab 1500 bekannt. Conrad Gessner erwähnte sie in seinem Buch Heilquellen der Schweiz von 1553. 1870 wurde das Kurhaus umgebaut.
- Gebäudegruppe aus einem 1786 erbauten Weinbauernhaus, einem 1804 erstellten Waschhaus und einer grossen Scheune an der Alten Landstrasse.[12]

### Kirchen
In Rüschlikon gibt es zwei Kirchen:
- Die reformierte Kirche geht auf eine mittelalterliche Niklauskapelle zurück. Im 18. bis 20. Jahrhundert fanden verschiedene Umbauten und Erweiterungen der Kirche statt, sodass sie sich heute als Querkirche präsentiert.
- Die römisch-katholische Kirche St. Nikolaus greift mit ihrem Namen das mittelalterliche Patrozinium von Rüschlikon an den hl. Nikolaus von Myra auf. Erbaut wurde sie in den Jahren 1980 bis 1982.

## Galerie

Rüschlikon, historisches Luftbild von 1919, aufgenommen aus 100 Metern Höhe von Walter Mittelholzer
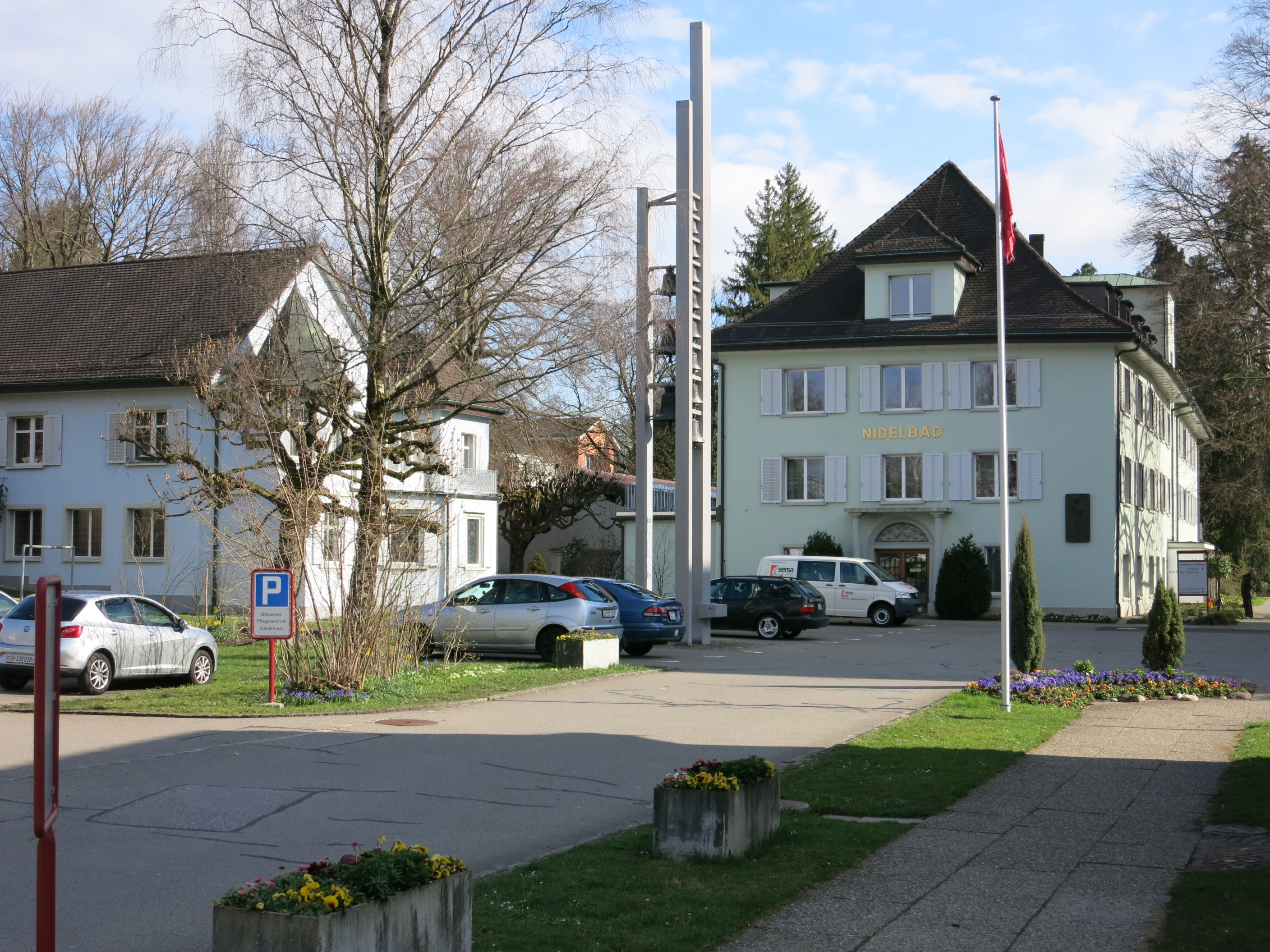
Ehemaliges Heilbad und Kuranstalt «Nidelbad»
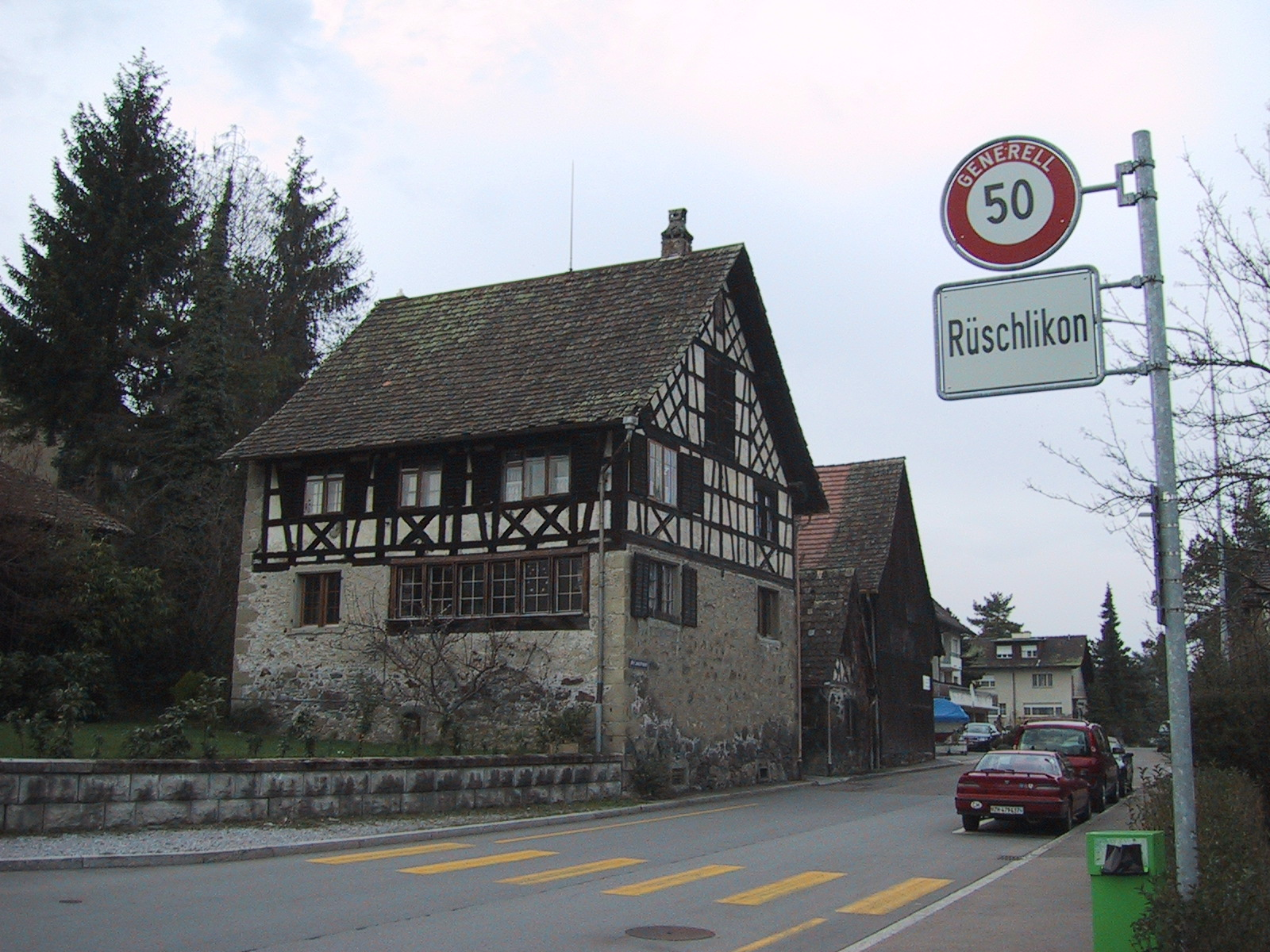
Weinbauernhaus von 1786
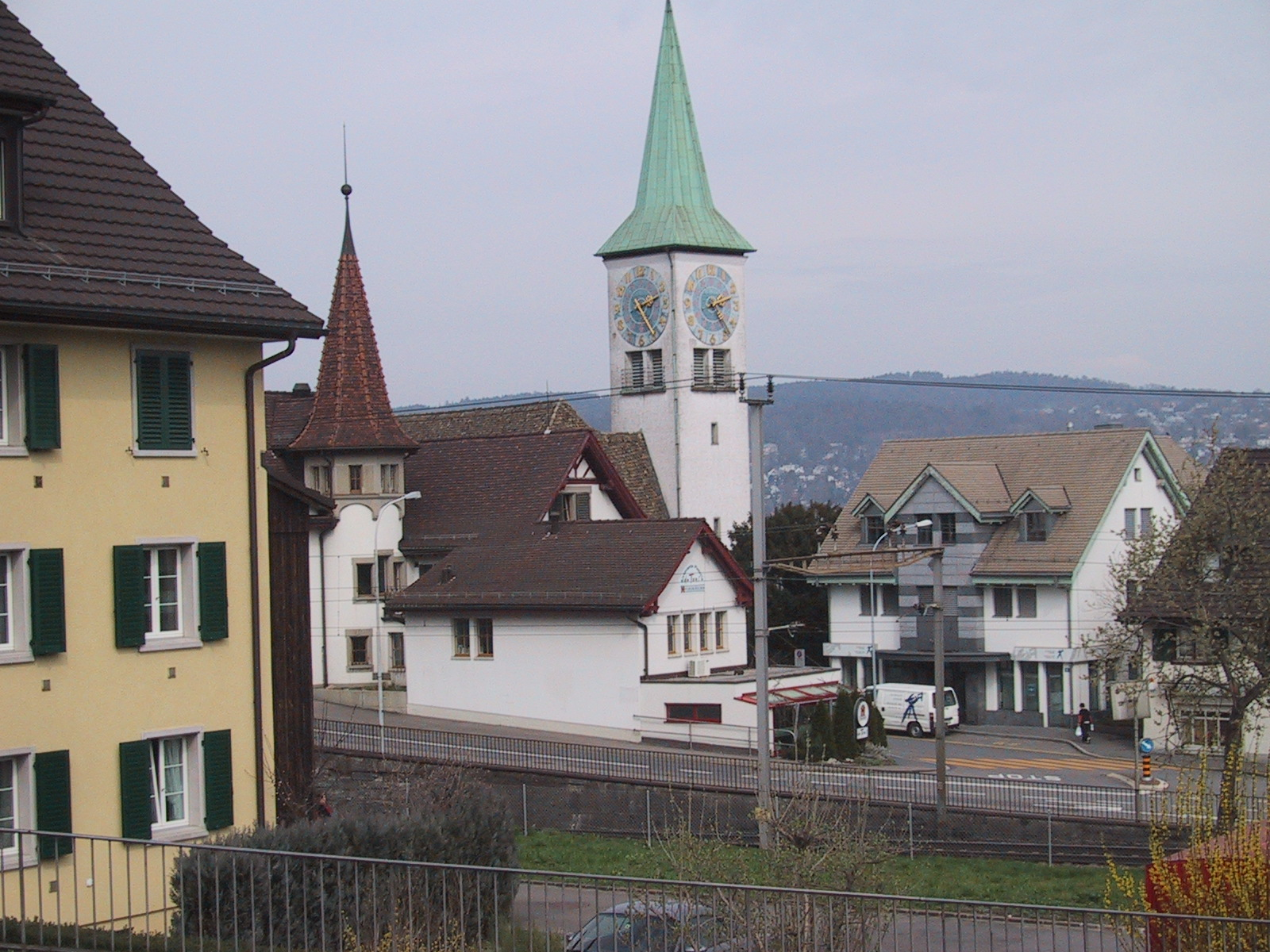
Reformierte Kirche Rüschlikon
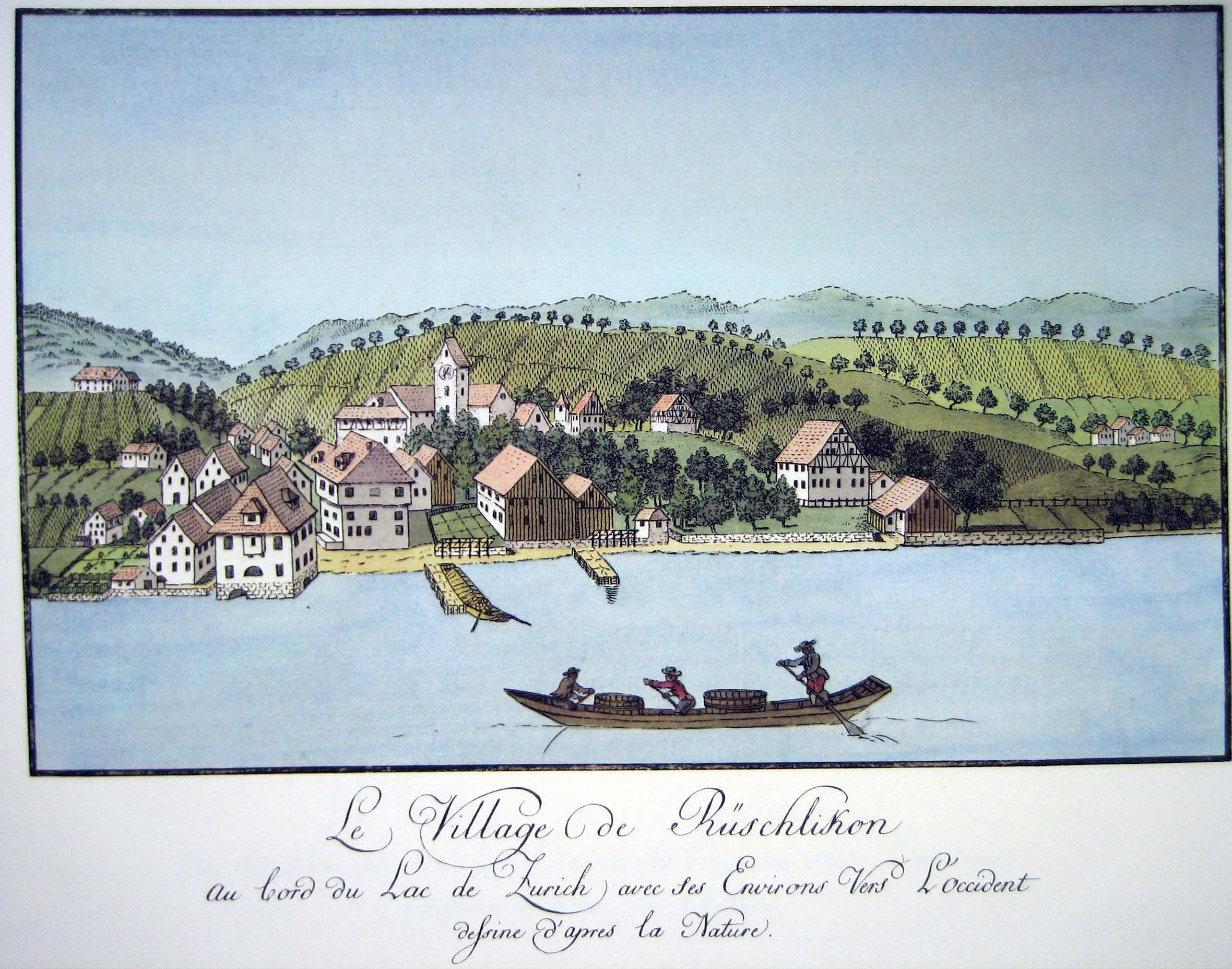
Rüschlikon 1793, auf einem Stich von Heinrich Brupbacher

## Institutionen
Drei Denkfabriken haben sich in Rüschlikon angesiedelt:
- Das Gottlieb Duttweiler Institut (GDI), eine von der Detailhandelsgenossenschaft Migros gesponserte Einrichtung auf dem früheren Wohnsitz des Firmengründers Gottlieb Duttweiler, dem Park im Grüene
- Das IBM Zurich Research Laboratory, das schon mehrere Nobelpreisträger hervorgebracht hat und eine der ältesten Denkfabriken des Computerherstellers IBM ist
- Das Centre for Global Dialogue der Schweizerischen Rückversicherungs-Gesellschaft (Swiss Re), eines der grössten Rückversicherungskonzerne der Welt, in der «Villa Bodmer»

## Persönlichkeiten
- Leopold Bachmann (1933–2021), Bauunternehmer und Stifter
- Max Bucherer (1883–1974), Maler und Grafiker
- Willy Friedrich Burger (1882–1964), Kunst- und Plakatmaler
- Adele Duttweiler (1892–1990), Gattin von Gottlieb Duttweiler
- Gottlieb Duttweiler (1888–1962), Politiker, Unternehmer und Gründer der Migros
- Hermann Gattiker (1865–1950), Landschaftsmaler und Planer des Park im Grüene in Rüschlikon
- Ivan Glasenberg (* 1957), Unternehmer und Manager (Glencore), wohnt seit 1994 in Rüschlikon
- Gottlieb Heinrich Heer (1903–1967), Schriftsteller und Journalist, hatte seinen Wohnsitz in Rüschlikon
- Eric Honegger (* 1946), Regierungsrat und Manager, Sohn von Fritz Honegger
- Fritz Honegger (1917–1999), Bundesrat von 1977 bis 1982, Vater von Eric Honegger
- Hans-Jürg Meier (1964–2015), Komponist, Blockflötist und Chorleiter, in Rüschlikon aufgewachsen
- Karl Alexander Müller (1927–2023) und Georg Bednorz (* 1950), Nobelpreisträger für Physik 1987
- Marcel Reif (* 1949), Fernsehjournalist und Sportkommentator, wohnte in Rüschlikon
- Monika Ribar (* 1959), Managerin, wohnt in Rüschlikon
- Heinrich Rohrer (1933–2013) und Gerd Binnig (* 1947), Nobelpreisträger für Physik 1986
- James Schwarzenbach (1911–1994), Politiker, in Rüschlikon geboren
- Werner Weber (1892–1977), Maler, lebte ab 1939 in Rüschlikon
- Fritz Widmann (1869–1937), Maler und Illustrator, lebte ab 1899 in Rüschlikon
- Gret Widmann (1875–1931), Malerin, Illustratorin und Fotografin, lebte ab 1899 in Rüschlikon
- Gisela Zoch-Westphal (1930–2023), deutsche Schauspielerin und Rezitatorin, lebte ab 2002 in Rüschlikon